# 普利亚伯国

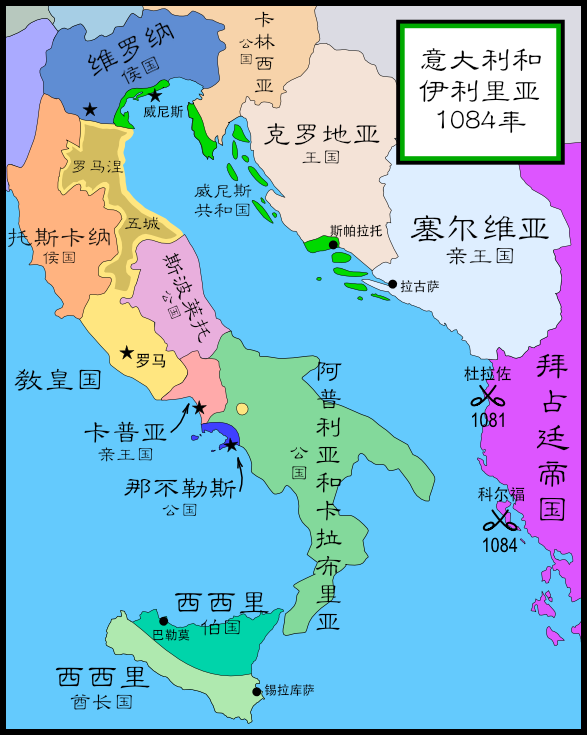
1084年罗伯特·吉斯卡尔的普利亚和卡拉布里亚公国，西西里島北部是其弟羅傑建立的西西里伯國（深青色）、南部是快被消滅的西西里酋長國（淡青色）；巴爾幹西北邊都拉斯（1081）和科孚島（1084）也成為羅伯特的領土

普利亞伯國，通称阿利亚伯国或普利亚伯国。是铁臂威廉在意大利建立的一个诺曼国家，存在于1043年至1059年共十六年的时间里，领土为意大利南部的加尔加诺、普利亚、坎帕尼亚等地。
1059年，罗伯特·吉斯卡尔被教宗尼格老二世授予普利亚公爵和卡拉布里亚公爵头衔后，并入普利亚和卡拉布里亚公国。